# Bispado de Reval

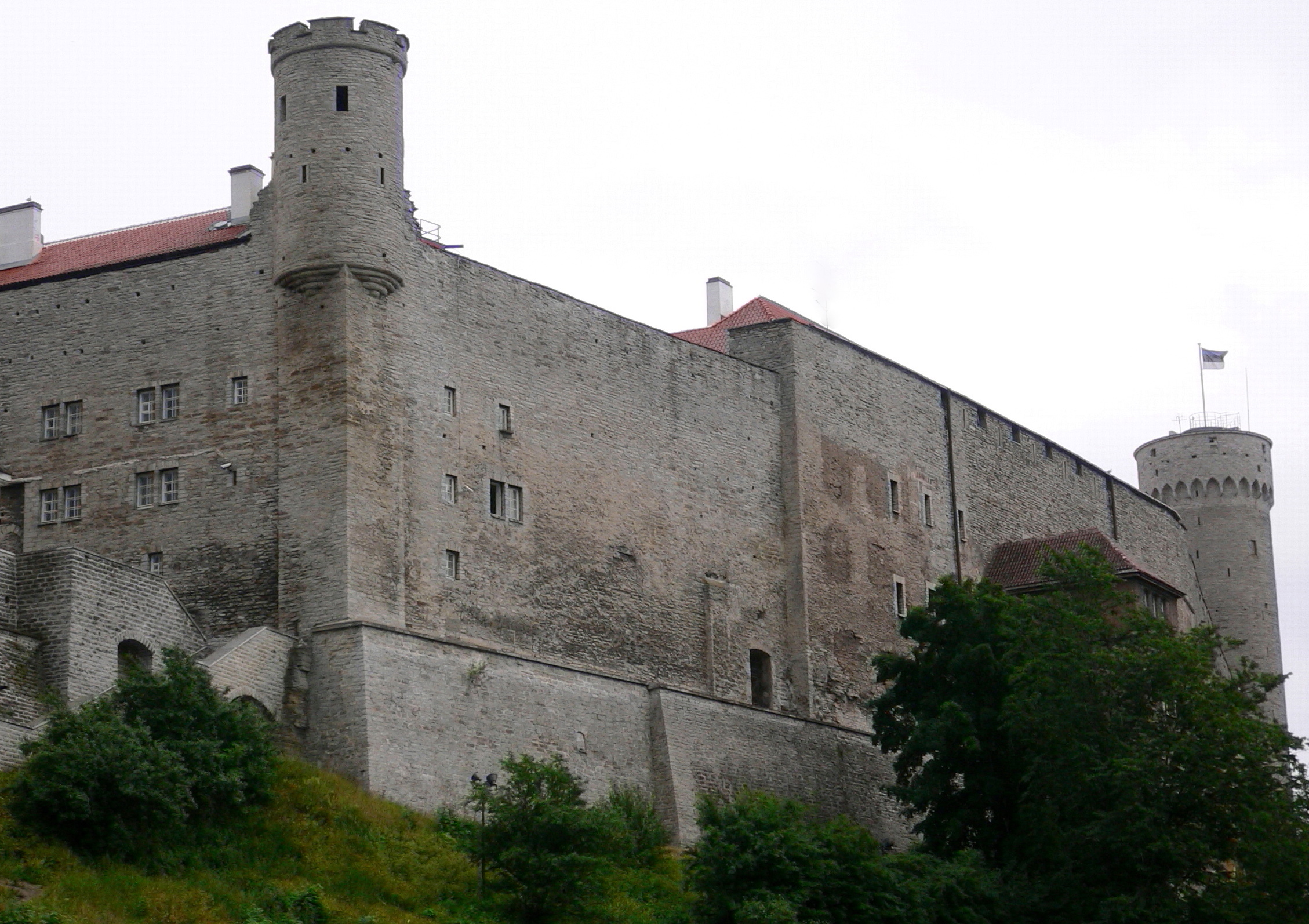
Castro Danês, a residência dos Bispos de Reval

O Bispado de Reval (baixo-alemão: Bisdom Reval; em latim: Episcopatus Revaliensis) foi um bispado na Estônia dinamarquesa (1219–1346) e na Confederação da Livônia (1346–1560); um bispado independente de 29 de junho de 1560 até 6 de junho de 1561.

## História
A Livônia foi uma confederação de numerosos elementos; as decisões tomadas pela Landtag dependia do consenso, que fazia a implementação de reformas apesar das dificuldades. Eclesiasticamente, o Bispado de Reval continuou a estar sob o controle do Arcebispo de Lunda (Dinamarca), como Estônia tecnicamente foi apenas temporariamente livoniana. Devido à oposição de alguns da Ordem da Livônia e em querer permanecer neutro, Gustavo I da Suécia não atendeu qualquer pedido de ajuda de Gotardo Kettler feito a ele ou a seus filhos, Érico XIV da Suécia e João III da Suécia. Mas, na primavera de 1560, Gustavo decidiu socorrê-lo e ofereceu dinheiro e mediação na guerra entre a Moscóvia e a Livônia. Embora nessa altura Kettler já não quisesse ajuda da Suécia e afirmava que a oferta tinha vindo tarde demais, teve medo de perder a ajuda do Reino da Polônia.
Moritz de Wrangel, o Bispo de Reval, viu a vantagem de Ivã IV, o Terrível, e rapidamente passou o seu cargo para Magno em 29 de junho de 1560. Logo depois que isso aconteceu o Grão-mestre Gotardo Kettler decidiu fazer de Magno um aliado e encontrou-se com ele em Pernau em agosto. Fernando I, Sacro Imperador Romano-Germânico, mais uma vez, pediu a ajuda de Gustavo e a Polônia também iniciou negociações diretas com Gustavo, mas nada resultou, pois em 29 de setembro de 1560, Gustavo I Vasa morreu. As chances de sucesso de Magno e os seus apoiadores pareciam particularmente boas em 1560 (e 1570). No primeiro caso, ele foi reconhecido como o seu soberano pelo Bispado de Ösel-Wiek e pelo Bispado da Curlândia, e como o seu potencial governante pelas autoridades do Bispado de Dorpat; o Bispo de Reval e capítulo, juntamente com os senhores de terras de Harrien-Virônia estavam do lado dele; a Ordem da Livônia condicionalmente reconhecia o seu direito de propriedade da Estônia. Em seguida, juntamente com o Arcebispo Guilherme de Brandemburgo do Arcebispado de Riga e seu Coadjutor Cristóvão de Meclemburgo-Schwerin, Kettler deu a Magno os territórios do Reino da Livônia, que ele havia tomado posse, mas eles se recusaram a dar-lhe mais terra.
Quando Érico XIV tornou-se rei, ele tomou medidas rápidas para envolver-se na guerra. Ele negociou um tratado de paz com a Moscóvia e falou para os cidadãos da cidade de Reval. Ele ofereceu-lhes mercadorias caso o aceitassem como soberano, ao invés de ameaçá-los. Em 6 de junho de 1561 eles o aceitaram como soberano contrariamente à persuasão de Kettler aos cidadãos. Em 1561 a cidade de Reval politicamente tornou-se um domínio da Suécia. Logo após a Suécia ocupou Reval, Frederico II da Dinamarca fez um tratado com Érico XIV da Suécia, em agosto de 1561.

### Posteriormente
João, o irmão do rei Érico XIV, casou com a princesa polonesa Catarina Jagelão. Querendo ter o seu próprio território na Livônia, ele tomou dinheiro emprestado da Polônia e, em seguida, reivindicou os castelos que havia penhorado como sendo seus, em vez de usá-los como pagamento a Polônia. Depois que João regressou a Finlândia, Érico XIV proibiu-lhe de fazer acordos com qualquer país estrangeiro sem o seu consentimento.

## Bispos

### Reino da Dinamarca
- Vesselino (1219-1227)
- Torquil (1238/40-1260)
- Thrugot (1260/63-1279)
- João (1280-1294)
- Henrique, OFM (1298-1318)
- Olavo de Rosquilda, OFM (1323-1350)

### Irmãos Livônios da Espada
- Ludwig von Münster aliás Ludovicus de Monasterio (1352-1389)
- Johannes Rekeling (1390-1403)
- Dietrich Theodor Tolke (1403-1405)
- Johannes von Aken-Achmann (Ochmann) (1405-1418)
- Arnold Stoltevoet (1418-1419)
- Heinrich Uexküll (1419-1456)
- Everhard Kalle (Call) (1457-1475)
- Iwan Stoltevoet (1475-1477)
- Simon von der Borch (1477-1492)
- Nikolaus Roddendorp (1493-1509)
- Gottschalk Hagen (1509-1513)
- Christian Czernekow (1513-1514)
- Johannes Blankenfeld (1514-1524) (também o Bispo de Dorpat e Arcebispo de Riga)
- Georg von Tiesenhausen (1525-1530)
- Johannes Roterd (1531-1536)
- Arnold Annebat (1536-1551)
- Friedrich von Ampten (1551-1557)
- Moritz (Mauritius) von Wrangel (1558-1560)

### Independente
- Magno (1560-1561)

### Principado da Estônia
- Magno (1561-1578)